# نیمه‌شب در چمن‌زار
نیمه‌شب در چمن‌زار (به انگلیسی: Midnight in the Switchgrass) یک فیلم داستان جنایی و دلهره‌آور آمریکایی به کارگردانی رندال امت، از فیلمنامه آلن هورسایلین است. بازیگران اصلی این فیلم امیل هرش، مگان فاکس، بروس ویلیس، لوکاس هاس، مشین گان کلی، مایکل بیچ، کیتلین کارمایکل و سیستین استالونه هستند.

## داستان
داستان فیلم در سال ۲۰۰۴ روی می‌دهد و زندگی یک مأمور اف‌بی‌آی با بازی فاکس و یک مأمور دولتی در فلوریدا با بازی هرش را روایت می‌کند که با همکاری یکدیگر بر روی پرونده‌های قتل مجهول تحقیق می‌کنند. ویلیس در نقش همکار فاکس ایفای نقش خواهد کرد.

## بازیگران
- بروس ویلیس در نقش کارل هلتر
- مگان فاکس در نقش ربکا لومباردی
- امیل هرش در نقش بایرون کرافورد
- لوکاس هاس در نقش پیتر
- سیستین استالونه در نقش هدر
- مشین گان کلی
- مایکل بیچ
- کیتلین کارمایکل در نقش تریسی لی
- انحصار الک
- والکر وایت

## تولید
در ژانویه سال ۲۰۲۰ اعلام شد که تهیه‌کننده فیلم رندال امت اولین کارگردانی خود را در این فیلم آغاز می‌کند با انتخاب بازیگرانی چون امیل هرش، مگان فاکس و بروس ویلیس که در ماه فوریه اضافه شدند، با شروع فیلمبرداری در تاریخ ۹ مارس در پورتوریکو آغاز شد. در مارس سال ۲۰۲۰ لوکاس هاس، مشین گان کلی، سیستین استالونه، کیتلین کارمیچل، مایکل بیچ، ولکر وایت و الک مونوپلی به بازیگران این فیلم پیوستند. با این حال تولید برای این فیلم به دلیل بیماری همه گیر ویروس کرونا متوقف شده‌است. تولید این فیلم در ۲۹ ژوئن از سر گرفته شد.